# شركة تطوير الطاقة الحرارية الأرضية
شركة تطوير الطاقة الحرارية الأرضية هي شركة شبه حكومية مملوكة بالكامل لحكومة كينيا. هي مُكلفة بتنفيذ تطوير الطاقة الحرارية الأرضية السطحية، بما في ذلك التنقيب عن الطاقة الحرارية الأرضية وحفرها وتسخيرها وبيعها لشركات توليد الكهرباء لإنتاج الطاقة وبيعها للشبكة الوطنية.

## موقع
يقع المقر الرئيسي للشركة في العاصمة نيروبي، في كاوي هاوس في الحي المعروف باسم «South C».

## ملخص
اعتمدت البلاد بشكل كبير على الطاقة الكهرومائية منذ الاستقلال وحتى أوائل العقد الأول من القرن الحادي والعشرين. وبسبب أنماط هطول الأمطار غير المتوقعة، انخفضت مستويات أنهار البلاد وخضعت كينيا لانخفاض ملحوظ في إنتاج الكهرباء في الفترة الزمنية 2003-2006، وفي محاولة للحد من الاعتماد المفرط على الطاقة الكهرومائية وقابليتها للتأثر بتغيرات الطقس، تم تشكيل شركة توليد الكهرباء الكينية في عام 2008 كشركة ذات غرض خاص للقيام باستكشاف وحفر الطاقة الحرارية الأرضية السريعة في البلاد لتمكين شركة توليد الكهرباء الكينية ومنتجي الطاقة المستقلين من بناء محطات الطاقة وليس فقط تنويع شبكة الكهرباء الوطنية، ولكن أيضًا للوفاء بتعهد بتثبيت 5000 ميجاوات من الكهرباء في البلاد بحلول عام 2030.
قد عرض شركاء التنمية الخارجيون المساعدة وتخطط الشركة لتطوير دورات أكاديمية في مجال الطاقة الحرارية الأرضية في الجامعات الكينية، بدءًا بالدورات في جامعة ديدان كيماثي للتكنولوجيا.

## التطورات الأخيرة
في عام 2023، تم تعيين رئيس تنفيذي جديد لرئاسة المنظمة.